# جون لوكاس (فيلسوف)
جون راندولف لوكاس John Randolph Lucas (18 يونيو 1929 - 5 أبريل 2020)  فيلسوف بريطاني .

## سيرة شخصية
تلقى لوكاس تعليمه في كلية وينشستر ، وبعد ذلك كان طالبًا عند فيلسوف الأخلاق آر إم هير ، في كلية باليول ، أكسفورد .  درس الرياضيات أولاً ، ثم مساق عظماء (اليونانية واللاتينية والفلسفة والتاريخ القديم) ، وحصل على مرتبة الشرف من الدرجة الأولى في كليهما. شارك في النهائيات عام 1951 ، وحصل على درجة الماجستير عام 1954. أمضى العام الدراسي 1957-58 في جامعة برينستون ، حيث درس الرياضيات والمنطق. لمدة 36 عامًا ، حتى تقاعده عام 1996 ، كان زميلًا ومدرسًا في كلية ميرتون ، أكسفورد ، وظل عضوًا فخريًا في كلية الفلسفة بالجامعة. وزميلًا في الأكاديمية البريطانية . 
ربما اشتهر لوكاس بمقاله " العقول والآلات وغودل " ، حيث جادل بأن الإنسان الآلي لا يمكن أن يمثل عالم رياضيات بشريًا ، في محاولة لدحض نظرية حاسوبية العقل .
كتب لوكاس ، مؤلفًا له اهتمامات تعليمية وبحثية متنوعة ، عن فلسفة الرياضيات ، وخاصةً الآثار المترتبة على نظرية عدم اكتمال لجودل Gödel ، وفلسفة العقل ، والإرادة الحرة والحتمية ، وفلسفة العلوم بما في ذلك كتاب واحد عن الفيزياء شارك في تأليفه مع بيتر إي . هودجسون ، السببية ، الفلسفة السياسية ، الأخلاق وأخلاقيات العمل ، وفلسفة الدين .
لوكاس ابن أحد رجال الدين بكنيسة إنجلترا ، أنجليكاني المذهب ووصف نفسه بأنه "رجل إنجليزي تقليدي مصبوغ في الصوف". كان لديه أربعة أطفال ( إدوارد وهيلين وريتشارد وديبورا) من زوجته مورار بورتال ، من أولاده كان إدوارد لوكاس ، الصحفي السابق في الإكونوميست The Economist .
بالإضافة إلى مسيرته الفلسفية ، كان لوكاس مهتمًا عمليًا بأخلاقيات العمل . ساعد في تأسيس مجموعة أكسفورد للمستهلكين ،  وكان أول رئيس لها في 1961-3 ، وترأسها مرة أخرى في عام 1965.

## مساهمات فلسفية

### ارادة حرة
بدأ لوكاس (1961) نقاشًا مطولًا وساخنًا حول الآثار المترتبة عن نظريات عدم الاكتمال التي وضعها جوديل في أطروحة الآلية البشرية ، بالقول: 
1. الحتمية ↔ بالنسبة لأي إنسان h يوجد نظام منطقي (حتمي) واحد على الأقل L(h) يتنبأ بشكل موثوق بأفعال الإنسان h في جميع الظروف.
2. بالنسبة لأي نظام منطقي L ، يمكن لعالم منطق رياضي ماهر بما فيه الكفاية (مجهز بجهاز كمبيوتر قوي بما فيه الكفاية إذا لزم الأمر) إنشاء بعض العبارات T(L) التي تكون صحيحة true ولكنها غير قابلة للإثبات unprovable في L. (هذا وفق مبرهنة جودل الأولى. )
3. إذا كان إنسان m عالم منطق رياضي ماهرًا بما فيه الكفاية (مزودًا بجهاز كمبيوتر قوي بما فيه الكفاية إذا لزم الأمر) ، فعندئذٍ إذا أُعطي نظام منطقي (m)L ، يمكنه بناء عبارة T(L(m)) وتحديد أنها صحيحة - وهو ما لا يستطيع فعله L(m) .
4. ومن ثم فإن L(m) لا يتنبأ بشكل يعتمد عليه بأفعال m في جميع الظروف.
5. ومن ثم m لديه إرادة حرة .
6. من غير المعقول أن يكون الاختلاف النوعي بين عالمين للمنطق الرياضي وبقية السكان هو أن الفريق الأول لديه إرادة حرة والفريق الآخر ليس لديه إرادة حرة.

تم تعزيز حجته من خلال اكتشاف عالمة الحاسوب Hava Siegelmann في التسعينيات أن الشبكات العصبية المتكررة التماثلية المعقدة بدرجة كافية أقوى من آلات تورينغ Turing Machines . 

### المكان والزمان والسببية
كتب لوكاس عدة كتب عن فلسفة العلم والزمكان (انظر أدناه). في أطروحة حول الزمان والمكان  قدم اشتقاقًا متعاليًا لتحولات لورنز استنادًا إلى الرسائل المتبادلة باللونين الأحمر والأزرق (باللغتين الروسية واليونانية على التوالي) من الأطر المرجعية الخاصة بكل منهما والتي توضح كيف يمكن اشتقاقها من مجموعة صغيرة من الافتراضات الفلسفية.
يقدم لوكاس في كتابه The Future تحليلاً مفصلاً للأزمنة والوقت ، بحجة أن " الكون المحجوب يعطي نظرة غير ملائمة للغاية للوقت. إنه يفشل في حساب مرور الوقت ، وتفوق الحاضر ، وتوجيه الوقت والفرق بين المستقبل والماضي "  ولصالح بنية شجرية لا يوجد فيها سوى ماضٍ واحد أو حاضر (في أي نقطة في الزمكان) ولكن عددًا كبيرًا من العقود الآجلة المحتملة. "نحن بقراراتنا في مواجهة تصرفات الأشخاص الآخرين وظروف الصدفة التي تنسج شبكة التاريخ على نول الضرورة الطبيعية" 

## الخط الزمني
- 1942-7. باحث في كلية وينشستر
- 1947 - 51. درس في كلية باليول بأكسفورد بمنحة دراسية.
- 1951. بكالوريوس مع مرتبة الشرف الأولى ، مساق عظماء .
- 1951-3. كبير باحثي هارمسورث ، كلية ميرتون ، أكسفورد .
- 1952. منحة جون لوك ، جامعة أكسفورد .
- 1953-6. زميل باحث مبتدئ ، كلية ميرتون ، أكسفورد .
- 1956-9. زميل ومساعد مدرس ، كلية كوربوس كريستي ، كامبريدج .
- 1957-8. جين إليزا بروكتر زميل زائر ، جامعة برينستون .
- 1959-60. زميل أبحاث Leverhulme ، جامعة ليدز .
- 1960-96. زميل ومدرس بكلية ميرتون ، أكسفورد .
- 1988. انتخب زميلاً في الأكاديمية البريطانية .
- 1990-6. معيد في الفلسفة ، جامعة أكسفورد .
- 1991-3. رئيس الجمعية البريطانية لفلسفة العلوم .

## كتب
- 1966. مبادئ السياسة .(ردمك 0-19-824774-5)
- 1970. مفهوم الاحتمالية .(ردمك 0-19-824340-5)رقم ISBN 0-19-824340-5
- 1970. حرية الإرادة .(ردمك 0-19-824343-X)رقم ISBN 0-19-824343-X
- 1972. طبيعة العقل . (مع AJP Kenny و HC Longuet-Higgins و CH Waddington ؛ 1972 محاضرات جيفورد )(ردمك 0-85224-235-2)
- 1973. تطور العقل . (مع AJP Kenny و HCLonget-Higgins و CH Waddington ؛ محاضرات جيفورد 1973)(ردمك 0-85224-263-8)
- 1973. رسالة في الزمان والمكان .(ردمك 0-416-75070-2)رقم ISBN 0-416-75070-2
- 1976. الحرية والنعمة .(ردمك 0-281-02932-6)رقم ISBN 0-281-02932-6
- 1976. الديمقراطية والمشاركة .(ردمك 0-14-021882-3)رقم ISBN 0-14-021882-3
- 1978. تبرير فلسفة بتلر للدين .(ردمك 0-907078-06-0)رقم ISBN 0-907078-06-0
- 1980. في العدالة .(ردمك 0-19-824598-X)رقم ISBN 0-19-824598-X
- 1985. المكان والزمان والسببية: مقال في الفلسفة الطبيعية .(ردمك 0-19-875057-9)رقم ISBN 0-19-875057-9
- 1989. المستقبل: مقال عن الله والزمانية والحقيقة(ردمك 0-631-16659-9)
- 1990. الزمكان والكهرومغناطيسية (مع بيتر إي هودجسون ).(ردمك 0-19-852038-7)رقم ISBN 0-19-852038-7
- 1993. المسؤولية .(ردمك 0-19-823578-X)رقم ISBN 0-19-823578-X
- 1997. الاقتصاد الأخلاقي (مع MR Griffiths).(ردمك 0-312-16398-3)رقم ISBN 0-312-16398-3
- 2000. الجذور المفاهيمية للرياضيات .(ردمك 0-415-20738-X)رقم ISBN 0-415-20738-X
- 2003. ارتباط مع جمهورية أفلاطون (مع بي جي ميتشل).(ردمك 0-7546-3366-7)رقم ISBN 0-7546-3366-7
- 2006. المنطق والواقع ، متاحان مجانًا كسلسلة من ملفات .pdf على موقع الويب الخاص بـ Lucas (أدناه). متاح أيضًا باعتباره المنطق والواقع: مقال في الميتافيزيقيا بقلم جيه آر لوكاس (494 صفحة ، ديسمبر 2009): غلاف مقوى هو(ردمك 978-1-934297-04-9) و Softback هو(ردمك 978-1-934297-06-3)
- 2016. اقتصاديات القيمة: الآثار الأخلاقية للقيمة على التفكير الاقتصادي الجديد (مع MR Griffiths).(ردمك 9781349958986)رقم ISBN 9781349958986
- 2021. L'economia del valore (ترجمة إيطالية مع MR Griffiths أيضًا).(ردمك 9788804729099)رقم ISBN 9788804729099

## قراءة إضافية
- J R Lucas website archive - archive of homepage with index, includes selection of Lucas's writing
- "John Lucas obituary". The Times (بالإنجليزية). 23 Apr 2020. Archived from the original on 2022-12-25.
- Lucas, John R., 2002, "The Godelian Argument," The Truth Journal.
- "A Strange Piece of Work:" John Lucas on Complexities of Mind, Machines and Gödel
- "Mr John Lucas". The British Academy.